# Boulin (Hautes-Pyrénées)
Pour les articles homonymes, voir Boulin.
Boulin est une commune française située dans le nord du département des Hautes-Pyrénées, en région Occitanie. Sur le plan historique et culturel, la commune est dans l’ancien comté de Bigorre, comté historique des Pyrénées françaises et de Gascogne.
Exposée à un climat de montagne, elle est drainée par l'Ousse, le ruisseau de Loulès et par un autre cours d'eau. La commune possède un patrimoine naturel remarquable composé d'une zone naturelle d'intérêt écologique, faunistique et floristique.
Boulin est une commune rurale qui compte 300 habitants en 2022, après avoir connu une forte hausse de la population depuis 1962. Elle fait partie de l'aire d'attraction de Tarbes. Ses habitants sont appelés les Boulinois ou  Boulinoises.

## Géographie

### Localisation
La commune de Boulin se trouve dans le département des Hautes-Pyrénées, en région Occitanie.
Elle se situe à 6 km à vol d'oiseau de Tarbes, préfecture du département, et à 20 km de Trie-sur-Baïse, bureau centralisateur du canton des Coteaux dont dépend la commune depuis 2015 pour les élections départementales.
La commune fait en outre partie du bassin de vie de Tarbes.
Les communes les plus proches sont : 
Lizos (1,5 km), Oléac-Debat (2,0 km), Sarrouilles (2,4 km), Hourc (2,6 km), Souyeaux (3,1 km), Pouyastruc (3,2 km), Laslades (3,5 km), Orleix (3,5 km).
Sur le plan historique et culturel, Boulin fait partie de l’ancien comté de Bigorre, comté historique des Pyrénées françaises et de Gascogne créé au IXe siècle puis rattaché au domaine royal en 1302, inclus ensuite au comté de Foix en 1425 puis une nouvelle fois rattaché au royaume de France en 1607. La commune est dans le pays de Tarbes et de la Haute Bigorre.
| Orleix      | Oléac-Debat |       |
| Aureilhan   | Boulin      | Lizos |
| Sarrouilles | Souyeaux    |       |

### Hydrographie
La commune est dans le bassin de l'Adour, au sein du bassin hydrographique Adour-Garonne. Elle est drainée par l'Ousse, le ruisseau de Loulès et par un petit cours d'eau, constituant un réseau hydrographique de 4 km de longueur totale,.
L'Ousse, d'une longueur totale de 42,4 km, prend sa source dans la commune de Bartrès et s'écoule du sud vers le nord. Il traverse la commune et se jette dans le gave de Pau à Gelos, après avoir traversé 19 communes.

### Climat
Le climat est tempéré de type océanique, en raison de l'influence proche de l'océan Atlantique situé à peu près 150 km plus à l'ouest. La proximité des Pyrénées fait que la commune profite d'un effet de foehn, il peut aussi y neiger en hiver, même si cela reste inhabituel.
| Mois                              | jan.  | fév.  | mars  | avril | mai   | juin  | jui.  | août  | sep.  | oct.  | nov.  | déc.  | année   |
| --------------------------------- | ----- | ----- | ----- | ----- | ----- | ----- | ----- | ----- | ----- | ----- | ----- | ----- | ------- |
| Température minimale moyenne (°C) | 0,6   | 1,3   | 2,7   | 5,2   | 8,3   | 11,6  | 14,1  | 13,9  | 11,7  | 8     | 3,6   | 1,3   | 6,9     |
| Température moyenne (°C)          | 5,3   | 6,1   | 7,8   | 10    | 13,3  | 16,7  | 19,3  | 19    | 17,2  | 13,3  | 8,5   | 5,8   | 11,9    |
| Température maximale moyenne (°C) | 9,9   | 11    | 12,9  | 14,8  | 18,3  | 21,7  | 24,5  | 24    | 22,6  | 18,6  | 13,4  | 10,4  | 16,8    |
| Ensoleillement (h)                | 108,8 | 118,8 | 155,6 | 157,2 | 181,3 | 191,5 | 215,5 | 196,4 | 194,5 | 164,4 | 124,4 | 104,4 | 1 912,8 |
| Précipitations (mm)               | 112,8 | 97,5  | 100,2 | 105,7 | 113,6 | 80,7  | 57,3  | 70,3  | 71    | 85,2  | 93    | 112,1 | 1 099,4 |

### Milieux naturels et biodiversité

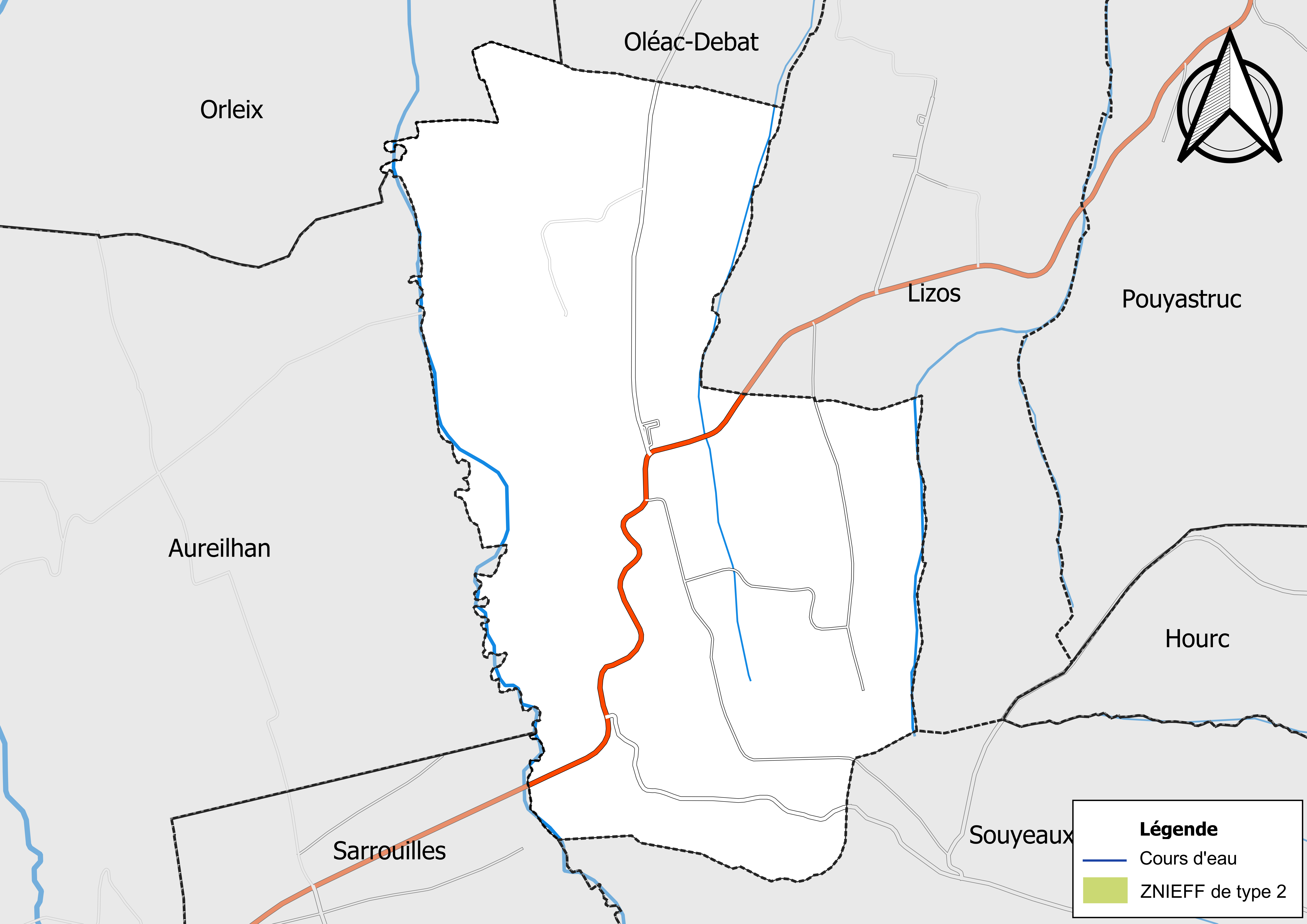
Carte des ZNIEFF de type 2 localisées sur la commune.

L’inventaire des zones naturelles d'intérêt écologique, faunistique et floristique (ZNIEFF) a pour objectif de réaliser une couverture des zones les plus intéressantes sur le plan écologique, essentiellement dans la perspective d’améliorer la connaissance du patrimoine naturel national et de fournir aux différents décideurs un outil d’aide à la prise en compte de l’environnement dans l’aménagement du territoire.
Une ZNIEFF de type 1 est recensée sur la commune :
les « bois de Rebisclou et Souyeaux » (1 334 ha), couvrant 13 communes du département.

## Urbanisme

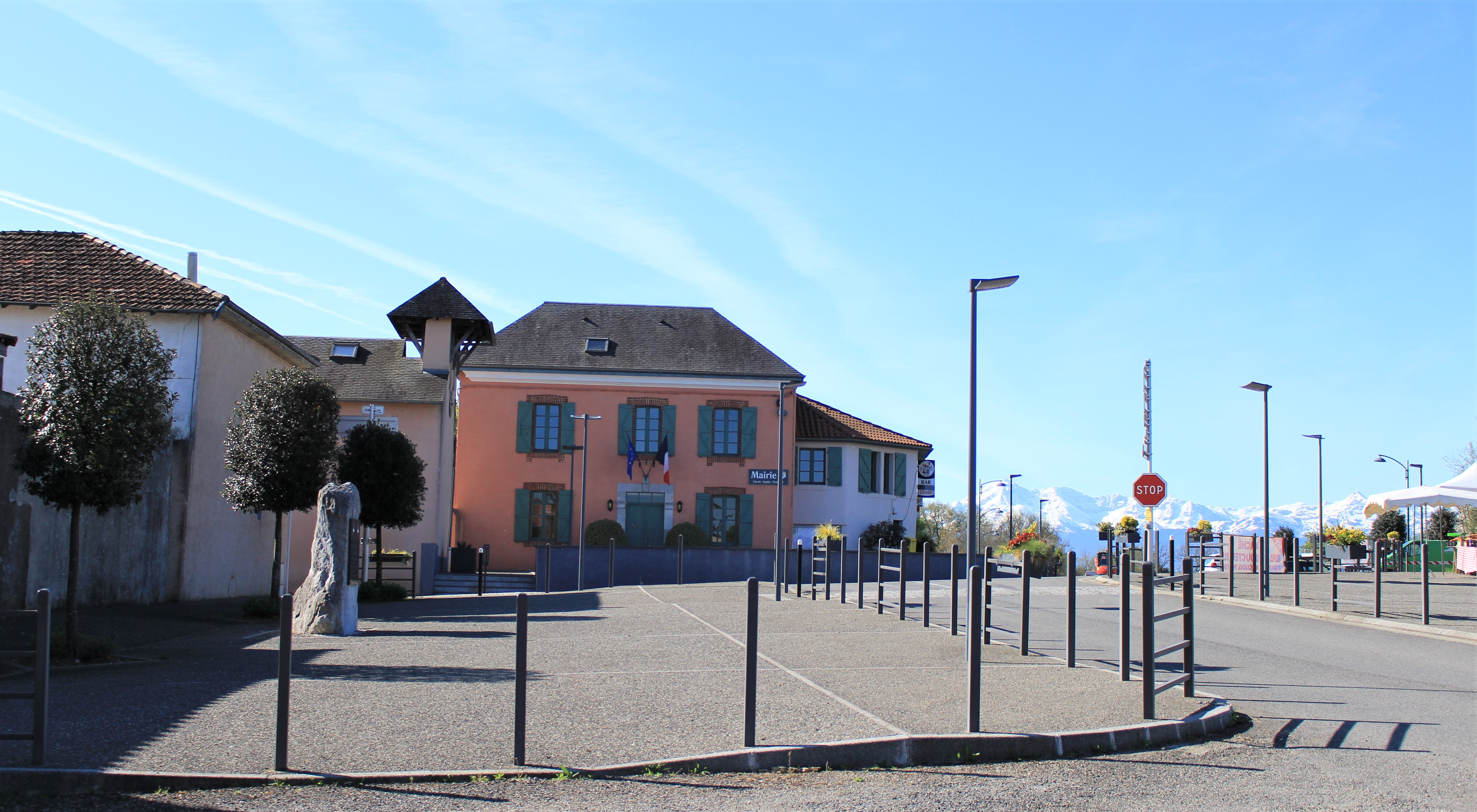
La place du village.

### Typologie
Au 1er janvier 2024, Boulin est catégorisée commune rurale à habitat dispersé, selon la nouvelle grille communale de densité à sept niveaux définie par l'Insee en 2022.
Elle est située hors unité urbaine. Par ailleurs la commune fait partie de l'aire d'attraction de Tarbes, dont elle est une commune de la couronne,. Cette aire, qui regroupe 153 communes, est catégorisée dans les aires de 50 000 à moins de 200 000 habitants,.

### Occupation des sols
L'occupation des sols de la commune, telle qu'elle ressort de la base de données européenne d’occupation biophysique des sols Corine Land Cover (CLC), est marquée par l'importance des territoires agricoles (50,2 % en 2018), en diminution par rapport à 1990 (57,6 %). La répartition détaillée en 2018 est la suivante : 
forêts (39 %), zones agricoles hétérogènes (36,1 %), terres arables (12,8 %), zones urbanisées (10,8 %), prairies (1,3 %).
L'IGN met par ailleurs à disposition un outil en ligne permettant de comparer l’évolution dans le temps de l’occupation des sols de la commune (ou de territoires à des échelles différentes). Plusieurs époques sont accessibles sous forme de cartes ou photos aériennes : la carte de Cassini (XVIIIe siècle), la carte d'état-major (1820-1866) et la période actuelle (1950 à aujourd'hui).

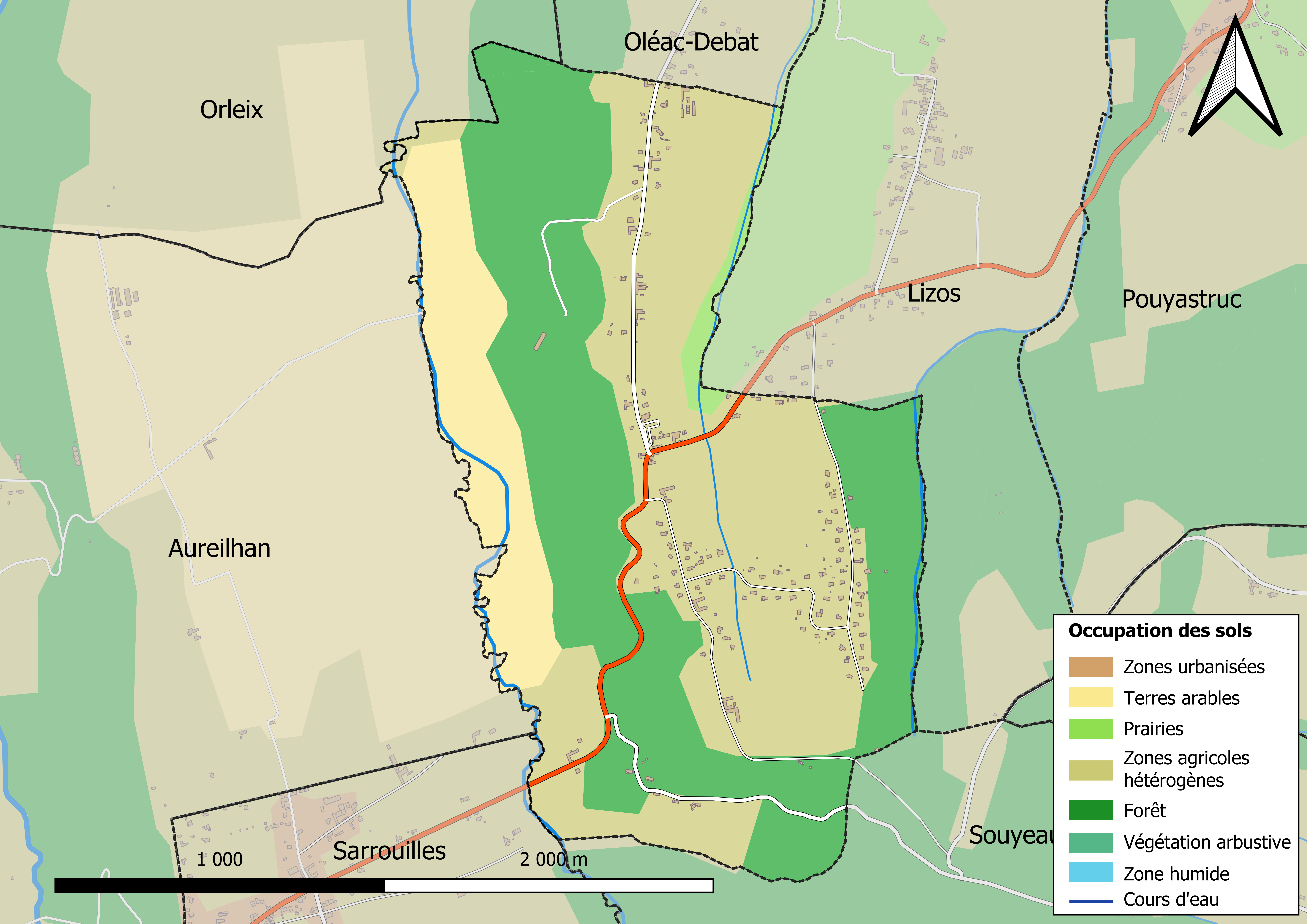
Carte des infrastructures et de l'occupation des sols en 2018 (CLC) de la commune.
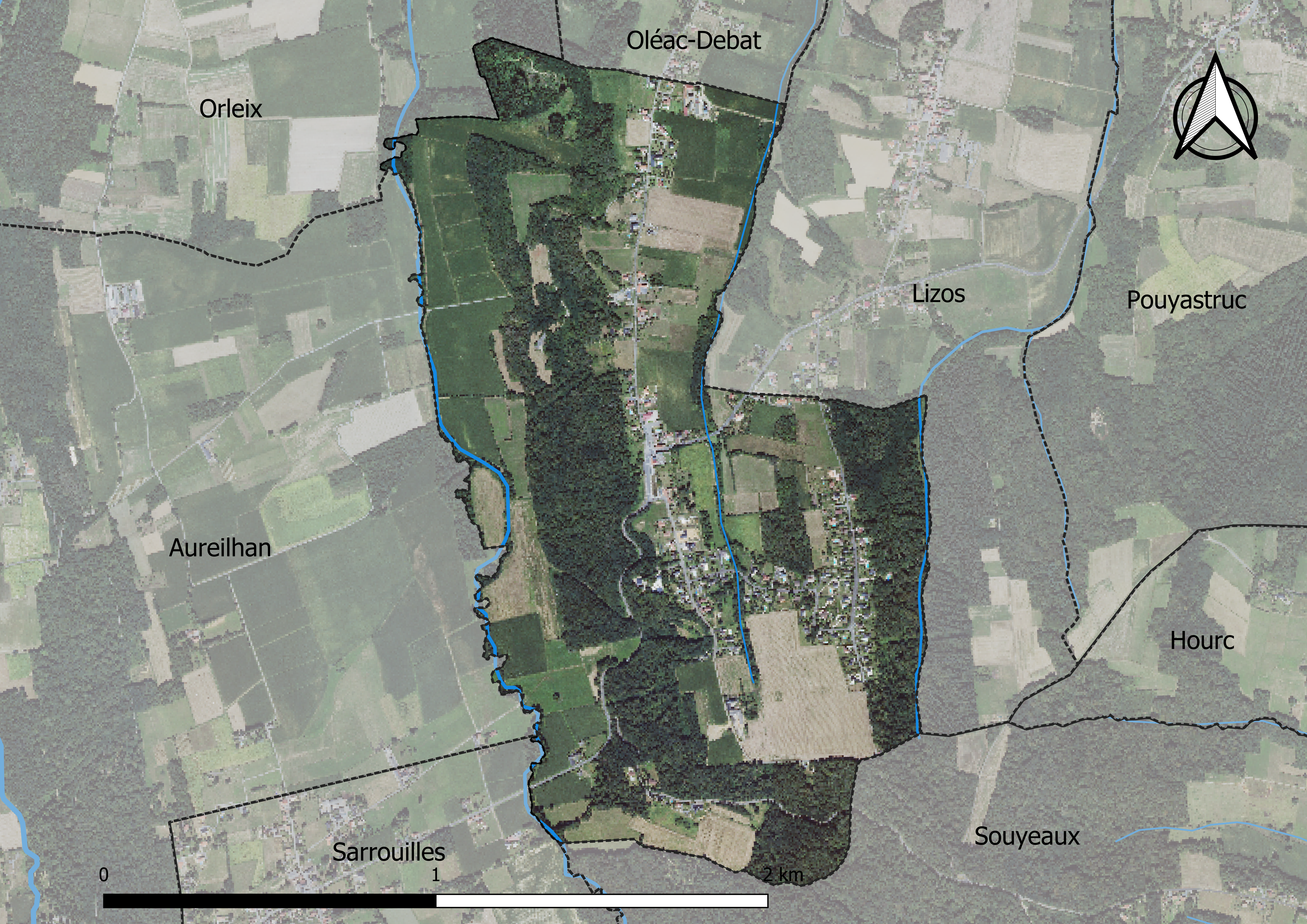
Carte orthophotogrammétrique de la commune.

### Logement
En 2012, le nombre total de logements dans la commune est de 111.

Parmi ces logements, 94.5  % sont des résidences principales, 0.9  % des résidences secondaires 4.6  % des logements vacants.

### Voies de communication et transports
Cette commune est desservie par la route départementale D 632 et par les routes départementales D 49 et D 119.

### Risques majeurs
Le territoire de la commune de Boulin est vulnérable à différents aléas naturels : météorologiques (tempête, orage, neige, grand froid, canicule ou sécheresse), inondations, mouvements de terrains et séisme (sismicité modérée). Un site publié par le BRGM permet d'évaluer simplement et rapidement les risques d'un bien localisé soit par son adresse soit par le numéro de sa parcelle.
Certaines parties du territoire communal sont susceptibles d’être affectées par le risque d’inondation par débordement de cours d'eau, notamment l'Ousse. La cartographie des zones inondables en ex-Midi-Pyrénées réalisée dans le cadre du XIe Contrat de plan État-région, visant à informer les citoyens et les décideurs sur le risque d’inondation, est accessible sur le site de la DREAL Occitanie. La commune a été reconnue en état de catastrophe naturelle au titre des dommages causés par les inondations et coulées de boue survenues en 1982, 1999 et 2009,.
Boulin est exposée au risque de feu de forêt. Un plan départemental de protection des forêts contre les incendies a été approuvé par arrêté préfectoral le 21 avril 2020 pour la période 2020-2029. Le précédent couvrait la période 2007-2017. L’emploi du feu est régi par deux types de réglementations. D’abord le code forestier et l’arrêté préfectoral du 27 octobre 2014, qui réglementent l’emploi du feu à moins de 200 m des espaces naturels combustibles sur l’ensemble du département. Ensuite celle établie dans le cadre de la lutte contre la pollution de l’air, qui interdit le brûlage des déchets verts des particuliers. L’écobuage est quant à lui réglementé dans le cadre de commissions locales d’écobuage (CLE)

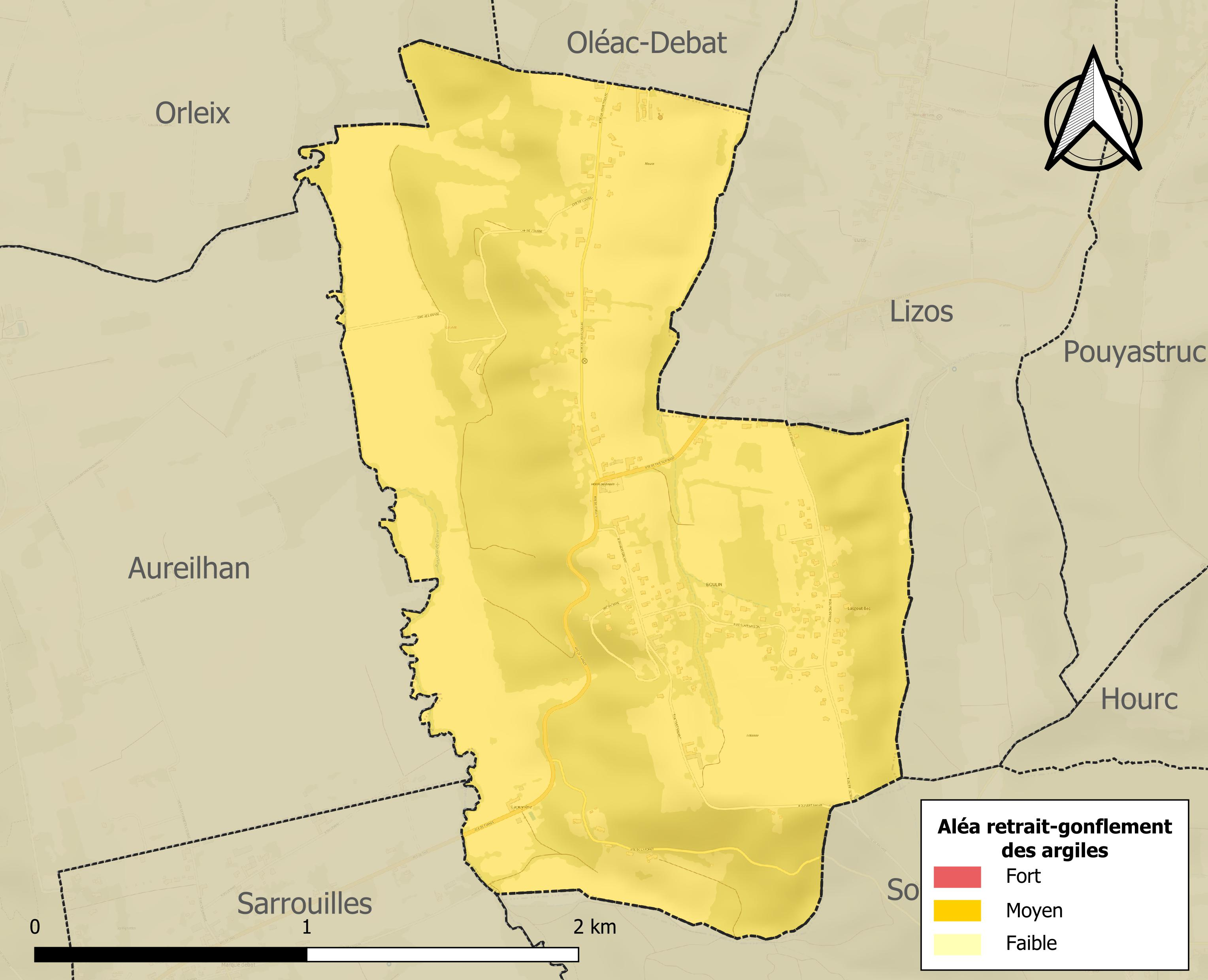
Carte des zones d'aléa retrait-gonflement des sols argileux de Boulin.

Les mouvements de terrains susceptibles de se produire sur la commune sont des mouvements de sols liés à la présence d'argile et des tassements différentiels.
Le retrait-gonflement des sols argileux est susceptible d'engendrer des dommages importants aux bâtiments en cas d’alternance de périodes de sécheresse et de pluie. La totalité de la commune est en aléa moyen ou fort (44,5 % au niveau départemental et 48,5 % au niveau national). Sur les 115 bâtiments dénombrés sur la commune en 2019, 115 sont en aléa moyen ou fort, soit 100 %, à comparer aux 75 % au niveau départemental et 54 % au niveau national. Une cartographie de l'exposition du territoire national au retrait gonflement des sols argileux est disponible sur le site du BRGM,.
Par ailleurs, afin de mieux appréhender le risque d’affaissement de terrain, l'inventaire national des cavités souterraines permet de localiser celles situées sur la commune.
Concernant les mouvements de terrains, la commune a été reconnue en état de catastrophe naturelle au titre des dommages causés par la sécheresse en 2003 et par des mouvements de terrain en 1999.

## Toponymie

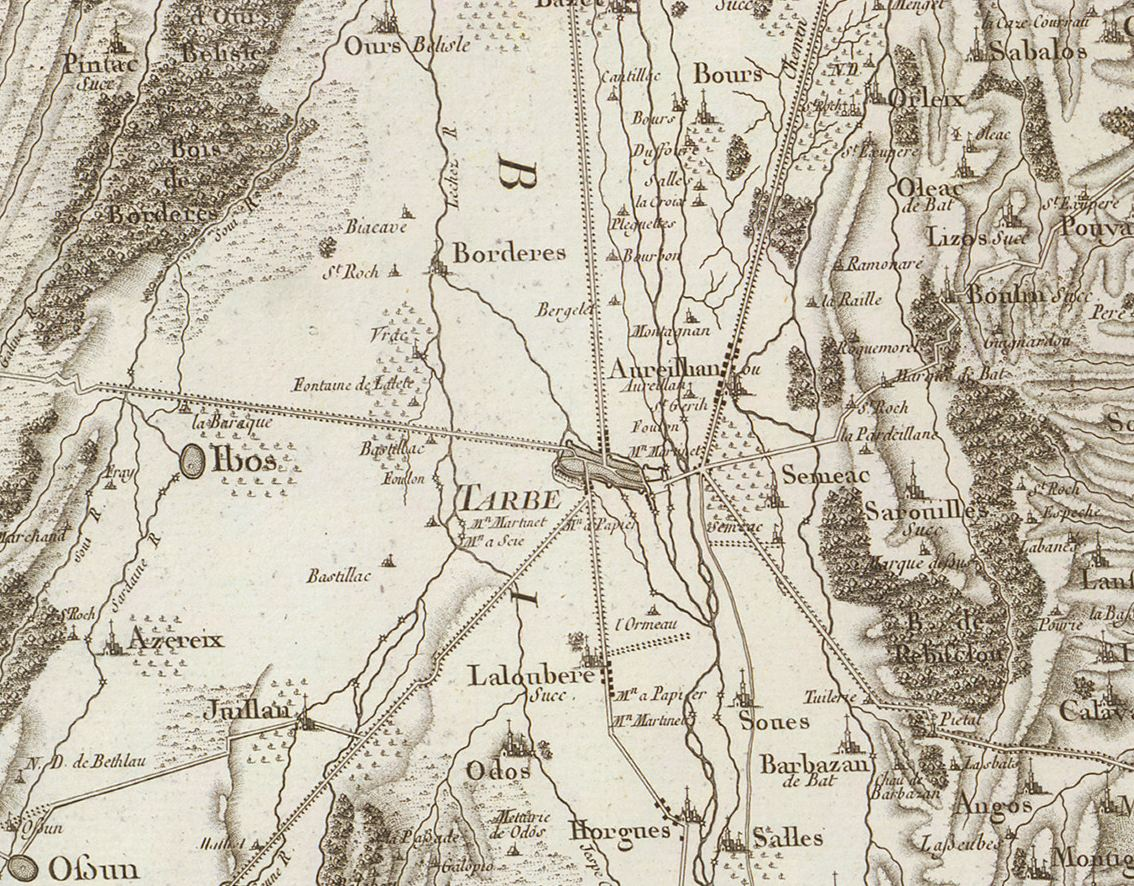
Extrait de la carte de Cassini (entre 1756 et 1789) situant Boulin à l'est de Tarbes

On trouvera les principales informations dans le Dictionnaire toponymique des communes des Hautes Pyrénées de Michel Grosclaude et Jean-François Le Nail qui rapporte les dénominations historiques du village :
Dénominations historiques :
- De Baulino, latin (1313, Debita regi Navarre) ;
- Bon Lin, Volin, (1429, censier de Bigorre) ;
- Boulin, (fin XVIIIe siècle, carte de Cassini).

Nom occitan : Bolin.

## Histoire

### Cadastre napoléonien de Boulin
Le plan cadastral napoléonien de Boulin est consultable sur le site des archives départementales des Hautes-Pyrénées.

## Politique et administration

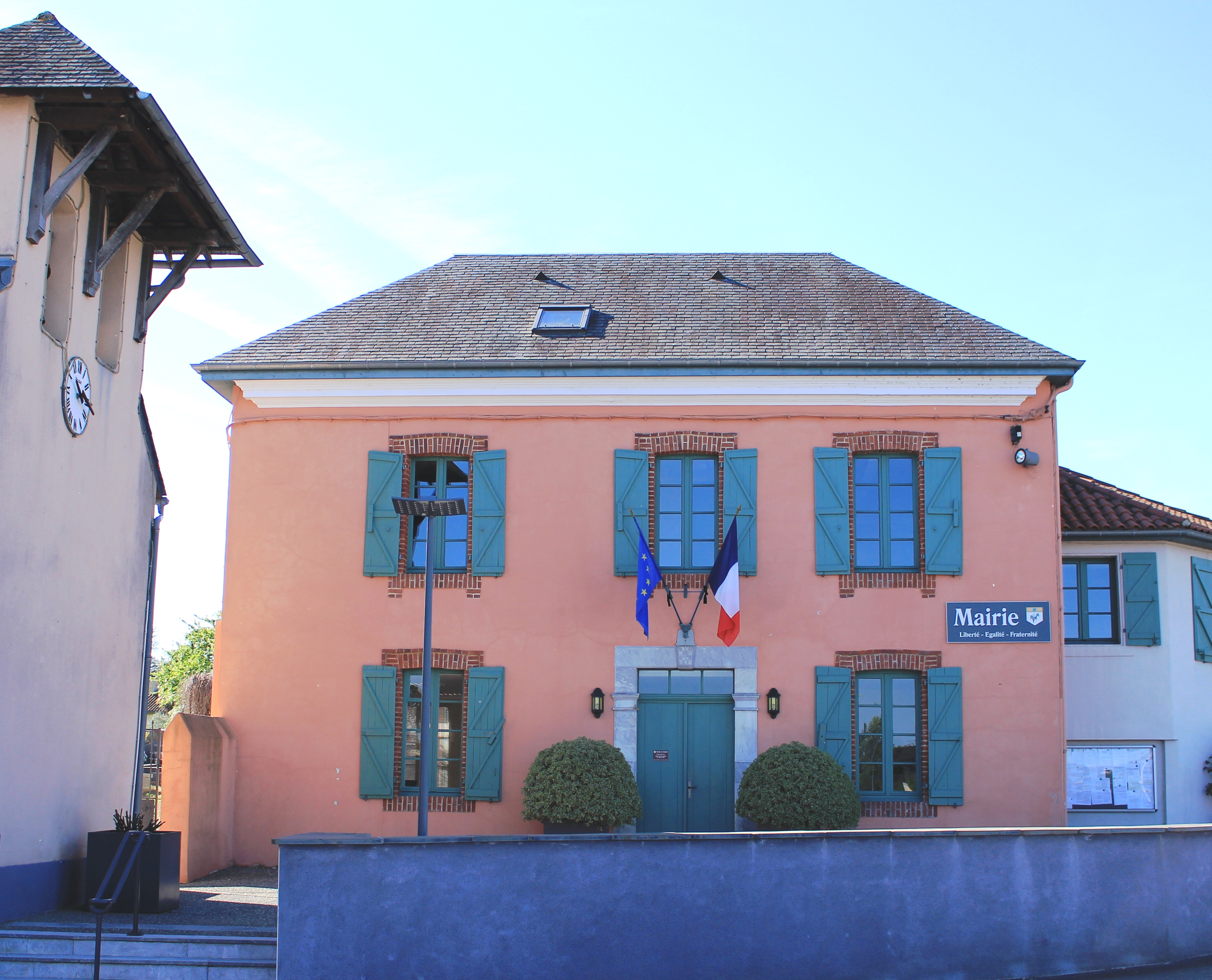
La mairie en 2018.

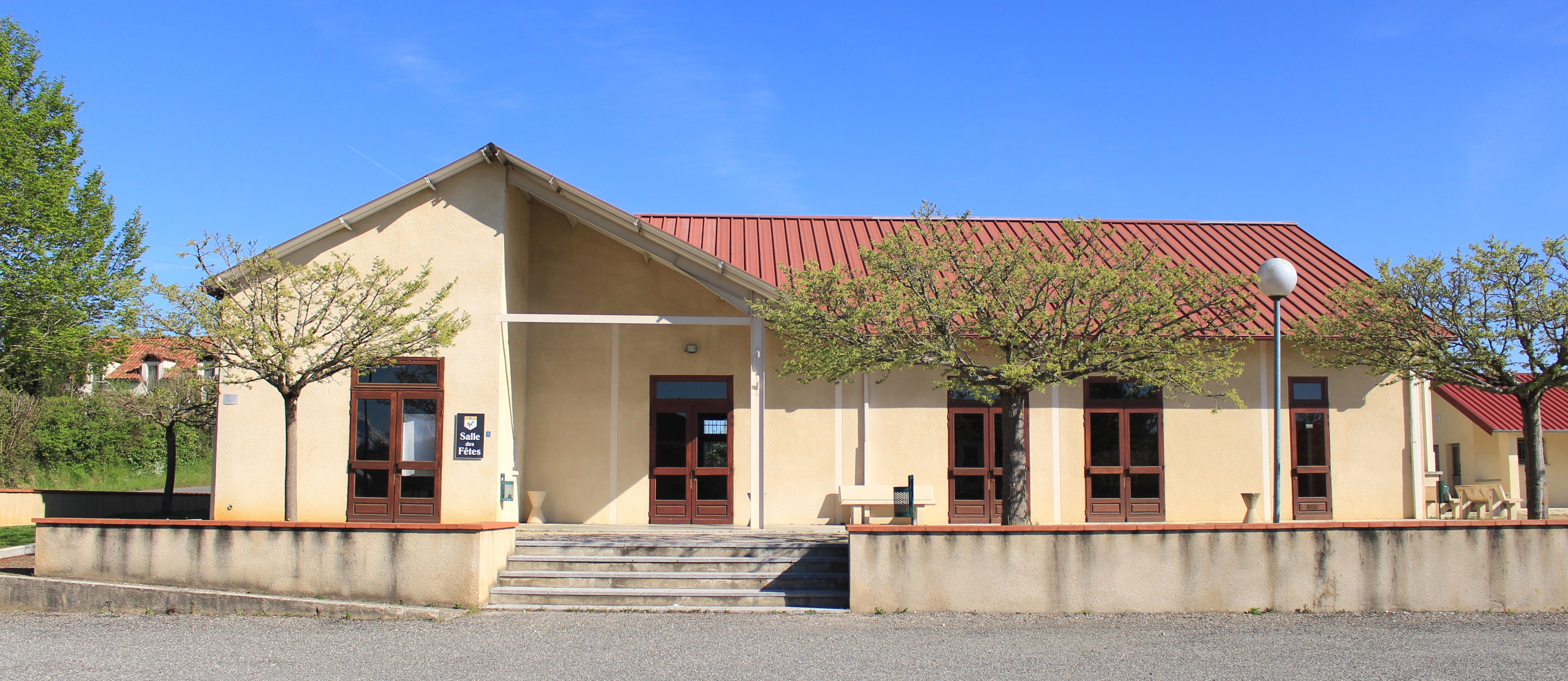
Le foyer rural en 2018.

### Liste des maires
| Période                                  | Période   | Identité          | Étiquette | Qualité |
| ---------------------------------------- | --------- | ----------------- | --------- | ------- |
| Les données manquantes sont à compléter. |           |                   |           |         |
|                                          |           |                   |           |         |
| mars 1995                                | mars 2001 | André Michel Mena |           |         |
| mars 2001                                | mars 2020 | Gilbert Dayde     |           |         |
| mars 2020                                | en cours  | Richard Capel     |           |         |

### Rattachements administratifs et électoraux

#### Historique administratif
Pays et sénéchaussée de Bigorre, quarteron de Tarbes, canton de Tarbes (1790) puis  d'Aubarède (1801), chef-lieu transféré à Pouyastruc (1803).

#### Intercommunalité
Boulin appartient à la communauté de communes des Coteaux du Val d'Arros créée en janvier 2017 et qui réunit 54 communes.

## Population et société

### Démographie

#### Évolution démographique
| 1793 | 1800 | 1806 | 1821 | 1831 | 1836 | 1841 | 1846 | 1851 |
| ---- | ---- | ---- | ---- | ---- | ---- | ---- | ---- | ---- |
| 134  | 81   | 114  | 128  | 134  | 130  | 113  | 120  | 110  |

| 1856 | 1861 | 1866 | 1876 | 1881 | 1886 | 1891 | 1896 | 1901 |
| ---- | ---- | ---- | ---- | ---- | ---- | ---- | ---- | ---- |
| 129  | 114  | 120  | 122  | 118  | 121  | 124  | 105  | 110  |

| 1906 | 1911 | 1921 | 1926 | 1931 | 1936 | 1946 | 1954 | 1962 |
| ---- | ---- | ---- | ---- | ---- | ---- | ---- | ---- | ---- |
| 101  | 83   | 92   | 90   | 69   | 88   | 78   | 92   | 87   |

| 1968 | 1975 | 1982 | 1990 | 1999 | 2005 | 2006 | 2010 | 2015 |
| ---- | ---- | ---- | ---- | ---- | ---- | ---- | ---- | ---- |
| 94   | 101  | 240  | 253  | 280  | 293  | 295  | 275  | 283  |

| 2020 | 2022 | - | - | - | - | - | - | - |
| ---- | ---- | - | - | - | - | - | - | - |
| 299  | 300  | - | - | - | - | - | - | - |

### Enseignement
La commune dépend de l'académie de Toulouse. Elle ne dispose plus d'école en 2016.

## Économie

### Revenus
En 2018, la commune compte 116 ménages fiscaux, regroupant 295 personnes. La médiane du revenu disponible par unité de consommation est de 24 360 € (20 420 € dans le département).

### Emploi
|                | 2008  | 2013  | 2018  |
| -------------- | ----- | ----- | ----- |
| Commune        | 5,2 % | 9,6 % | 7,4 % |
| Département    | 7,7 % | 9,4 % | 9,8 % |
| France entière | 8,3 % | 10 %  | 10 %  |

En 2018, la population âgée de 15 à 64 ans s'élève à 171 personnes, parmi lesquelles on compte 72 % d'actifs (64,6 % ayant un emploi et 7,4 % de chômeurs) et 28 % d'inactifs,. Depuis 2008, le taux de chômage communal (au sens du recensement) des 15-64 ans est inférieur à celui de la France et du département.
La commune fait partie de la couronne de l'aire d'attraction de Tarbes, du fait qu'au moins 15 % des actifs travaillent dans le pôle,. Elle compte 13 emplois en 2018, contre 30 en 2013 et 45 en 2008. Le nombre d'actifs ayant un emploi résidant dans la commune est de 112, soit un indicateur de concentration d'emploi de 11,4 % et un taux d'activité parmi les 15 ans ou plus de 51 %.
Sur ces 112 actifs de 15 ans ou plus ayant un emploi, 9 travaillent dans la commune, soit 8 % des habitants. Pour se rendre au travail, 92,2 % des habitants utilisent un véhicule personnel ou de fonction à quatre roues, 4,3 % les transports en commun, 3,5 % s'y rendent en deux-roues, à vélo ou à pied.

## Culture locale et patrimoine

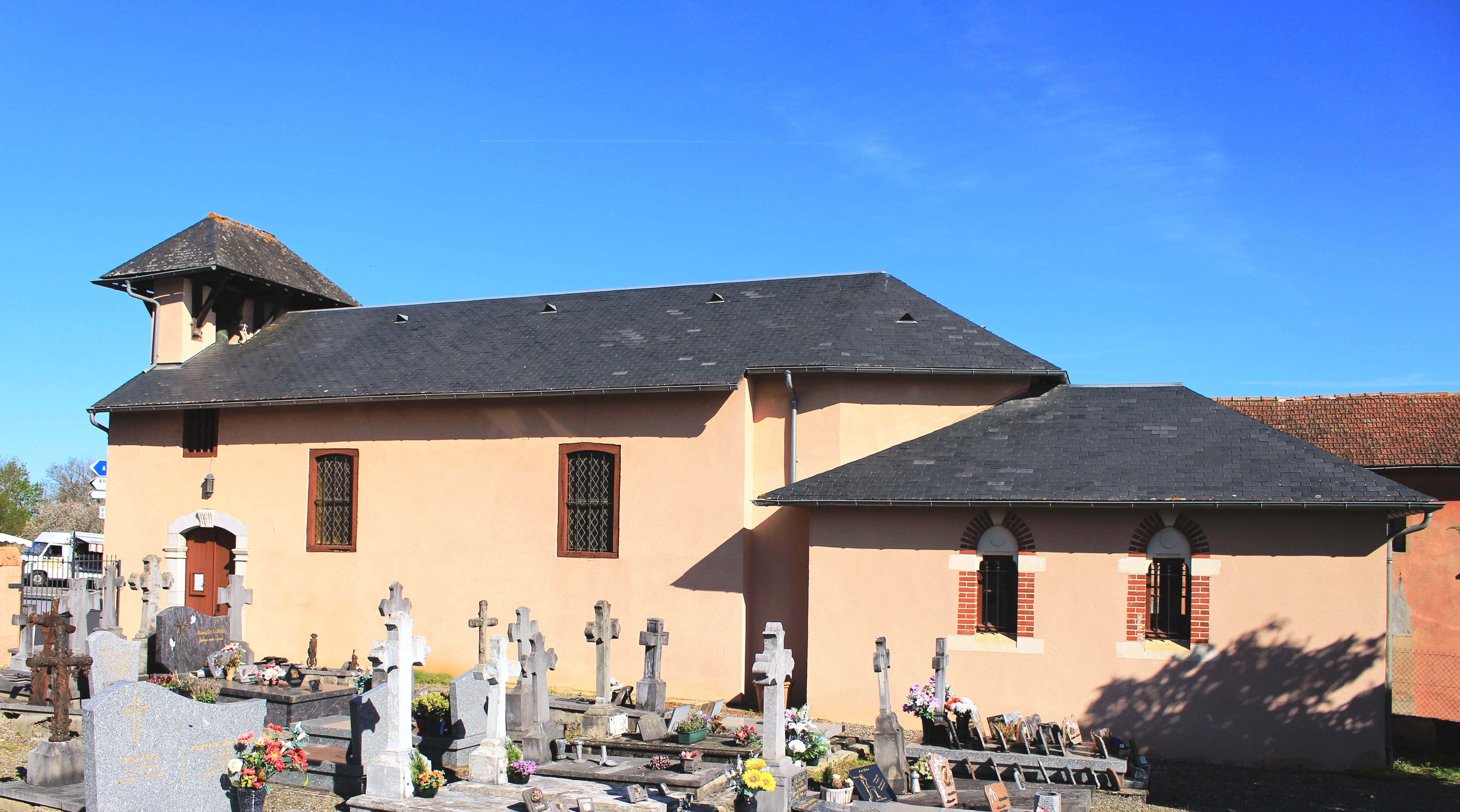
L'église Saint-Barthélémy.

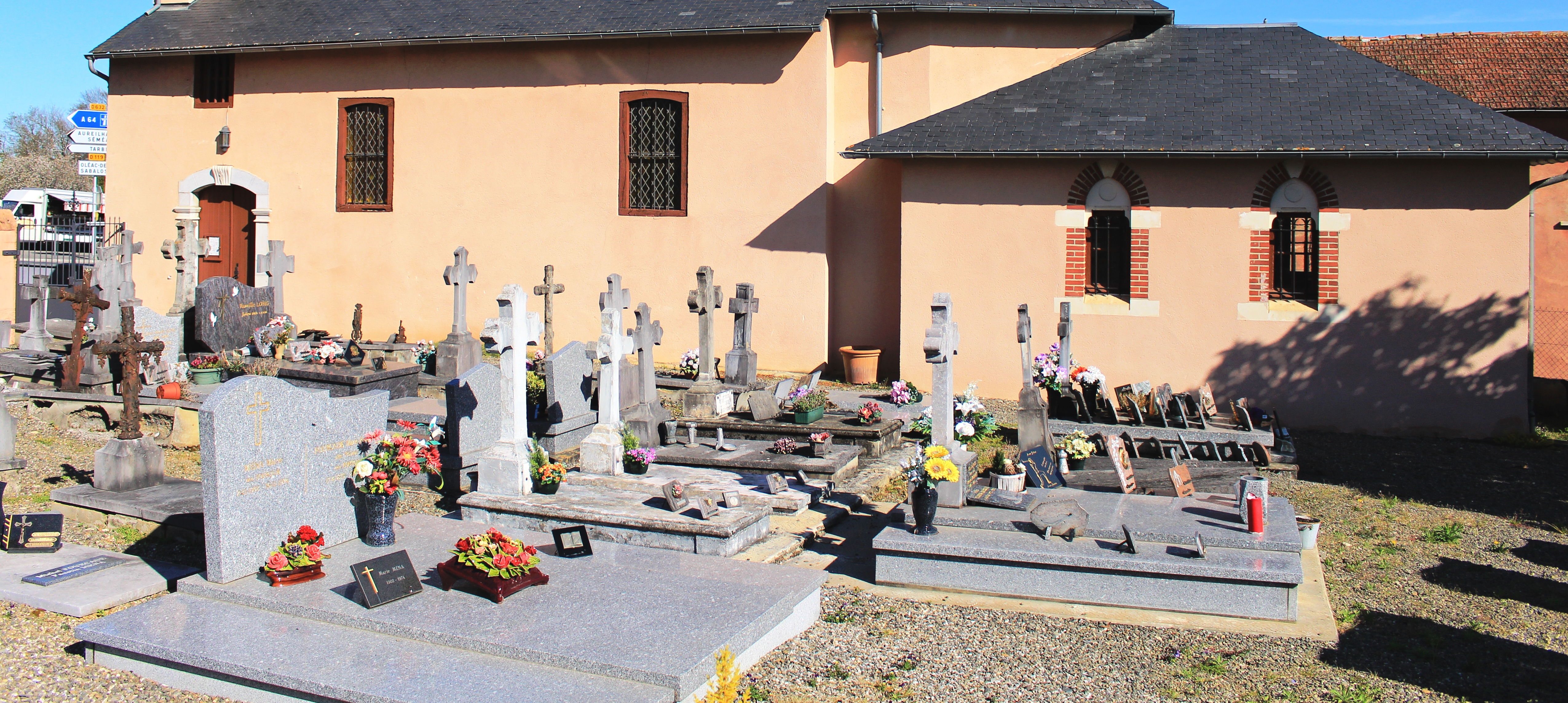
Le cimetière.

### Lieux et monuments

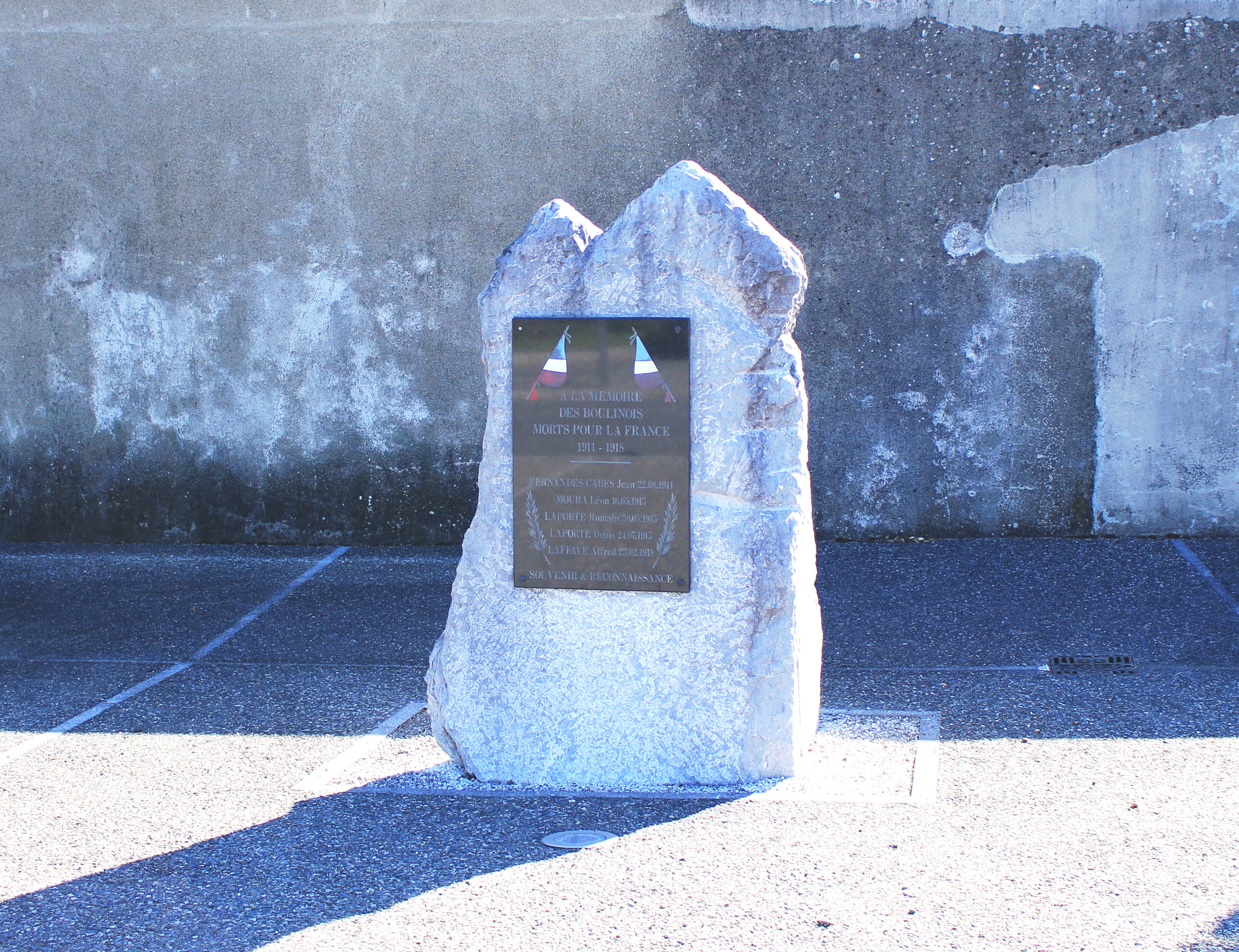
Le monument aux morts municipal.

- Église Saint-Barthélémy de Boulin.

### Héraldique
| Blason | Blasonnement : d'argent à la grappe de raisin de pourpre pamprée de deux feuilles de sinople, au chef soudé d'or chargé d'un broc d'azur |